# Calliophis beddomei
Espèce
Statut de conservation UICN

 DD  : Données insuffisantes
Calliophis beddomei est une espèce de serpents de la famille des Elapidae.

## Répartition
Cette espèce est endémique d'Inde. Elle se rencontre au Karnataka et au Tamil Nadu.

## Étymologie
Cette espèce est nommée en l'honneur de Richard Henry Beddome.

## Publication originale
- Smith, 1943 : The Fauna of British India, Ceylon and Burma, Including the Whole of the Indo-Chinese Sub-Region. Reptilia and Amphibia. 3 (Serpentes). Taylor and Francis, London, p. 1-583.